# アイエッリ
アイエッリ（イタリア語: Aielli）は、イタリア共和国アブルッツォ州ラクイラ県にある、人口約1,500人の基礎自治体（コムーネ）。

## 地理

### 位置・広がり

#### 隣接コムーネ
隣接するコムーネは以下の通り。
- チェラーノ
- チェルキオ
- コッラルメーレ
- オヴィンドリ
- サン・ベネデット・デイ・マルシ